# ناحیه اربلا، میشیگان
ناحیه اربلا (به انگلیسی: Arbela Township) یک منطقهٔ مسکونی در ایالات متحده آمریکا است که در شهرستان تاسکولا، میشیگان واقع شده‌است.
 ناحیه اربلا ۸۶٫۷ کیلومتر مربع مساحت و ۳٬۰۷۰ نفر جمعیت دارد و ۲۱۰ متر بالاتر از سطح دریا واقع شده‌است.